# Українська авіаційна транспортна компанія
Українська авіаційна транспортна компанія (УАТК) — державне підприємство оборонно-промислового комплексу України.

## Історія
УАТК була створена відповідно до постанови Кабінету Міністрів України № 1197 від 3 листопада 1997 року з метою більш раціонального й ефективного використання авіаційної техніки й інфраструктури військово-транспортної авіації, виведеної зі складу збройних сил України. 
УАТК було надано ліцензію на надання експортних послуг з авіаперевезень товарів військового призначення та право на експорт товарів військового призначення. У розпорядження УАТК були передані 98 літаків Іл-76, а також літаки Ан-12, Ан-26 й гелікоптери Мі-8 зі складу збройних сил України (всього на баланс компанії було передано більше 150 повітряних суден, три аеродромно-технічних комплекси й інше майно).
Крім того, УАТК були надані права на передачу в оренду або фрахт власної авіаційної техніки, а також право на реалізацію й утилізацію авіаційної техніки й авіаційного обладнання.
17 липня 1998 року під час заходу на посадку в Асмері розбився Іл-78 авіакомпанії УАТК (бортовий номер UR-76415), зафрахтований авіакомпанією "Ейр Софія" і який виконував переліт з Болгарії до Еритреї. Загинули всі хто перебував на борту.
В жовтні 2002 року УАТК почала утилізацію стратегічних бомбардувальників Ту-22, які перебували на території України (останній Ту-22 було ліквідовано 27 січня 2006 року).
8 травня 2003 року з літаків Іл-76 авіакомпанії УАТК, які виконували перевезення підрозділів збройних сил Конго (145 військовослужбовців й автомобілі) з Кіншаси в місто Лумумбаші мала місце авіапригода, після якої польоти авіатехніки були призупинені протягом місяця: в результаті розгерметизації транспортного відсіку на висоті 7000 метрів самовільно відчинилася рампа й декілька військовослужбовців конголезької армії випали за борт.
В червні 2003 року зі складу збройних сил України в оренду авіакомпанії "Українські гелікоптери" було передано 16 гелікоптерів Мі-8 (надалі вони були включені до статутного фонду УАТК).
Літаки авіакомпанії УАТК брали участь в авіаперевезеннях вантажів для угруповання коаліційних військ MNF-I в Іраку й угруповання сил ISAF в Афганістані. 
За підсумками роботи в 2005 році обсяг перевезень УАТК збільшився майже в 6 разів порівняно до 2004 року й склав 60 млн доларів США.
5 жовтня 2006 року Верховна Рада України надала УАТК право здійснювати авіаперевезення в операціях та навчаннях НАТО. В цей час у розпорядженні УАТК перебувало 18 транспортних і військово-транспортних літаків, ще 15 літаків перебували на зберіганні.
На початку 2008 року за результатами перевірки діяльності УАТК було виявлено, що від 1997 до кінця 2007 року компанія продала частину авіатехніки, отриманої від міністерства оборони України: 9 літаків Іл-78, 4 літаки Ан-24, 15 гелікоптерів Мі-8, 15 гелікоптерів Мі-6 і 5 гелікоптерів Мі-26.
В 2008-2009 рр. керівництво УАТК незаконно продало 37 одиниць авіатехніки, переданої міністерством оборони України в користування компанії (12 гелікоптерів Мі-6, два літаки Іл-62 й 23 літака Іл-76).
Крім того, 2 жовтня 2009 року з державного реєстру цивільних повітряних суден України були виключені ще 3 Мі-8МТВ-1, передані МВС України в оренду УАТК (Мі-8МТВ-1 UR-CGC заводський номер 94917; Мі-8МТВ-1 UR-CGD заводський номер 93512; Мі-8МТВ-1 UR-CGE заводський номер 93513).
Після створення в грудні 2010 року державного концерну «Укроборонпром», УАТК було включено до його складу.
В 2011 році за результатами перевірки діяльності УАТК було встановлено, що керівництво компанії незаконно, за відсутності затвердженого фінансового плану, використало 32 млн гривень, отриманих від продажу основних фондів, на покриття власних господарських витрат, чим завдало державі збитків у особливо великих розмірах.
В червні 2014 року за результатами перевірки Запорізької філії УАТК співробітниками СБУ було встановлено розкрадання 14 авіадвигунів загальною вартістю понад 6 млн гривень

## Діяльність
УАТК зареєстрована в Міжнародній організації цивільної авіації (під назвою "Ukrainian Cargo Airways").
Компанія здійснює вантажні й пасажирські авіаперевезення територією України й за її межами (включаючи транспортування товарів і вантажів військового та спеціального призначення). Самостійно виконує технічне обслуговування й ремонт авіаційної техніки.
Авіатехніка УАТК може бути залучена до участі в пошуково-рятувальних операціях.